# Alessandro Pier Guidi
Alessandro Pier Guidi (Tortona, 18 de dezembro de 1983) é um piloto de corridas italiano. Pilotou para a equipa italiana de A1GP por duas vezes. Junto de Antonio Giovinazzi e James Calado venceu as 24 Horas de Le Mans de 2023 pela equipe de fábrica da Ferrari com a 499P.
Pier Guidi pilotou também um Ferrari 430 GT no Campeonato Espanhol de GT e no Campeonato Italiano de GT em 2005 e 2006, para a Scuderia Playteam. Em 2005, venceu o campeonato italiano, mas falhou o título no campeonato espanhol devido a ter falhado uma corrida ao lado do proprietário da equipa, Giambasttista Giannocaro. Em 2007 foi para o campeonato FIA GT, pilotando um Maserati MC12. Também já pilotou no Campeonato italiano de Fórmula 3000.
Em 2008, pilotou o carro do Galatasaray S.K. na Superleague Fórmula, somando 3 pódios e levando a equipa ao 8º lugar final.
Venceu a prova 24 Horas de Daytona em 2014 na classe GT Daytona com o seu nº 555 Ferrari 458 Italia GT3 de Scott Tucker, Townsend Bell, Bill Sweedler, Jeff Segal e Alessandro Pier Guidi, apesar de inicialmente o carro ter recebido uma penalidade por contato evitável. A IMSA reverteu a ligação mais de quatro horas após a corrida, declarando o carro nº 555 como vencedor do GTD.

## Resultados no A1 Grand Prix
(Corridas em negrito indicam a pole position) (Corridas em itálico indicam a volta mais rápida) (sr = sprint race, fr = feature race)
| Ano     | Equipa | 1                 | 2                 | 3   | 4   | 5   | 6   | 7   | 8   | 9   | 10  | 11  |
| ------- | ------ | ----------------- | ----------------- | --- | --- | --- | --- | --- | --- | --- | --- | --- |
| 2006-07 | Itália | NED sr: dnf fr: 6 | CZE sr: 14 fr: 20 | BEJ | MAL | IND | NZE | AUS | ZAF | MEX | SHA | GBR |

### Resultados na Superleague Fórmula
(R1/C1: Ronda 1/Corrida 1)
| Ano  | Equipa                             | 1         | 2         | 3       | 4       | 5         | 6        | 7       | 8       | 9       | 10        | 11        | 12      | Classificação | Pts. |
| 2008 | Galatasaray S.K. Scuderia Playteam | R1/C1 Ret | R1/C2 Ret | R2/C1 3 | R2/C2 7 | R3/C1 Ret | R3/C2 12 | R4/C1 7 | R4/C2 3 | R5/C1 3 | R4/C2 Ret | R6/C1 Ret | R4/C2 4 | 8º            | 277  |